# Municipio de Alfordsville
El municipio de Alfordsville (en inglés: Alfordsville Township) es un municipio ubicado en el  condado de Robeson en el estado estadounidense de Carolina del Norte. En el año 2000 tenía una población de 1.977 habitantes.

## Geografía
El municipio de Alfordsville se encuentra ubicado en las coordenadas 34°39′9.3″N 79°20′48.51″O / 34.652583, -79.3468083.